# John Marston
 For alternative betydninger, se John Marston (flertydig). (Se også artikler, som begynder med John Marston)
John Marston (7. oktober 1576 – 25. juni 1634) var en engelsk digter.
Marston studerede i Oxford og var bestemt til jurist, men opgav dette studium for at blive digter. Han begyndte som satiriker med: The Metamorphosis of Pygmalion's Image, and Certain Satires og The Scourge of Villainy, begge 1598. Disse grovkornede satirer gjorde megen opsigt, den første blev endog det følgende år brændt efter ærkebiskoppens befaling tillige med andre satirer.
Marston erindres dog nu væsentlig som dramatisk forfatter. Hans første arbejde er hævndramaet: Antonio and Mellida og dets fortsættelse: Antonio's Revenge, spillet 1601, men rimeligvis skrevet to år før. Det har været en efterligning af de Kydske hævndramaer og måske haft nogen indflydelse på Shakespeares Hamlet. Desuden har han skrevet komedierne: The Malcontent (1604), The Dutch Courtesan (1605), samt i forbindelse med Jonson og Chapman komedien Eastward Ho!.
Uden at høre til tidens betydeligste dramatiske forfattere har han dog i The Insatiate Countess skabt en betydelig, men højst frastødende karakter. Af komedierne er The Dutch Courtesan et plumpt, men fornøjeligt stykke. Marstons værker er udgivne af Halliwell (3 bind, London 1856) og af Bullen (3 bind, London 1887).